# Quận New Hanover, North Carolina
Quận New Hanover là một quận nằm ở tiểu bang Bắc Carolina.  Năm 2008, quận có dân số 192.538 người. Quận lỵ đóng ở Wilmington6.
Quận này nằm trong khu vực thống kê đô thị Wilmington, gồm cả các quận Brunswick và Pender.
Quận được lập ngày năm 1729 với tên New Hanover Precinct thuộc quận Bath, từ Craven Precinct.  Quận được đặt tên theo nhà Hanover, lúc đó đang trị vì Đảo Anh.

## Địa lý
Theo Cục điều tra dân số Hoa Kỳ, quận có tổng diện tích 328 square miles (849 km²), trong đó, 199 dặm Anh vuông (515 km²) là diện tích đất và 129 dặm Anh vuông (334 km²) trong tổng diện tích (39,33%) là diện tích mặt nước.

### Các thị trấn
Quận được chia thành 5 xã: Cape Fear, Federal Point, Harnett, Masonboro, và Wilmington.

### Các quận giáp ranh
- Quận Pender, Bắc Carolina - Bắc
- Quận Brunswick, Bắc Carolina - Tây

## Thông tin nhân khẩu
Theo cuộc điều tra dân số2 tiến hành năm 2000, quận này có dân số 160.307 người, 68.183 hộ, và 41.591 gia đình sinh sống trong quận này. Mật độ dân số là 806 người trên mỗi dặm Anh vuông (311/km²). Đã có 79.616 đơn vị nhà ở với một mật độ bình quân là 400 trên mỗi dặm Anh vuông (155/km²).  Cơ cấu chủng tộc của dân cư sinh sống tại quận này gồm 79,91% người da trắng, 16,97% người da đen hoặc người Mỹ gốc Phi, 0,39% người thổ dân châu Mỹ, 0,83% người gốc châu Á, 0,06% người các đảo Thái Bình Dương, 0,79% từ các chủng tộc khác, và 1,05% từ hai hay nhiều chủng tộc.  2,04% dân số là người Hispanic hoặc người Latin thuộc bất cứ chủng tộc nào. 14,3% were of English, 13,0% Hoa Kỳ or American, 10,6% Người Đức và 10,2% người Ireland theo kết quả điều tra dân số năm 2000.
Có 68,183 hộ trong đó có 26,10% có con cái dưới tuổi 18 sống chung với họ, 46,50% là những cặp kết hôn sinh sống với nhau, 11,50% có một chủ hộ là nữ không có chồng sống cùng, và 39,00% là không gia đình. 28,90% trong tất cả các hộ gồm các cá nhân và 8,50% có người sinh sống một mình và có độ tuổi 65 tuổi hay già hơn.  Quy mô trung bình của hộ là 2,29 còn quy mô trung bình của gia đình là 2,83,
Phân bố độ tuổi của cư dân sinh sống trong huyện là 21,00% dưới độ tuổi 18, 12,00% từ 18 đến 24, 30,50% từ 25 đến 44, 23,70% từ 45 đến 64, và 12,80% người có độ tuổi 65 tuổi hay già hơn.  Độ tuổi trung bình là 36 tuổi. Cứ mỗi 100 nữ giới thì có 93,30 nam giới. Cứ mỗi 100 nữ giới có độ tuổi 18 và lớn hơn thì, có 90,70 nam giới.
Thu nhập bình quân của một hộ ở quận này là $40.172, và thu nhập bình quân của một gia đình ở quận này là $50.861, Nam giới có thu nhập bình quân $35.801 so với mức thu nhập $25.305 đối với nữ giới. Thu nhập bình quân đầu người của quận là $23.123, Khoảng 8,30% gia đình và 13,10% dân số sống dưới ngưỡng nghèo, bao gồm 15,70% những người có độ tuổi 18 và 9,00% là những người 65 tuổi hoặc già hơn.

## Thành phố và thị trấn
- Carolina Beach
- Kure Beach
- Wilmington
- Wrightsville Beach

## Các khu vực chỉ định chỉ định điều tra dân số
- Bayshore
- Castle Hayne
- Hightsville
- Kings Grant
- Kirkland
- Masonboro
- Murraysville
- Myrtle Grove
- Ogden
- Sea Breeze
- Seagate
- Silver Lake
- Skippers Corner
- Wrightsville Beach
- Wrightsboro